# Le Plessis-Trévise

Le Plessis-Trévise este o comună în departamentul Val-de-Marne, Franța. În 2009 avea o populație de 18,876 de locuitori.